# Cherrat
Cherrat (franska: Cherrat (CR), Cherrat (Commune Rurale), arabiska: أولاد بوغادي) är en kommun i Marocko.   Den ligger i provinsen Benslimane och regionen Casablanca-Settat, i den norra delen av landet, 40 km sydväst om huvudstaden Rabat. Antalet invånare är 8 265.